# Delegación Nacional de Excautivos
La Delegación Nacional de Excautivos (DNE) fue un organismo español, dependiente orgánicamente de Falange Española Tradicionalista y de las JONS, que existió durante la Dictadura franquista y estuvo encargado de la administración de aquellos que habían estado presos en la zona republicana durante la Guerra civil española.

## Historia
El organismo empezó a funcionar en enero de 1941, si bien dos años antes en los estatutos de FET y de las JONS ya se mencionaba su establecimiento. Con anterioridad ya había existido una «Obra Nacional de Ex-cautivos». En su seno quedaron integrados todas aquellas personas del Bando sublevado que durante la contienda hubieran permanecido en prisiones de la zona republicana, incluso los que no eran presos «políticos», hecho que causaría no pocas protestas. La DNE desapareció como tal en 1957, al integrarse sus servicios junto con los de la Delegación Nacional de Excombatientes dentro de la Delegación Nacional de Asociaciones.
Llegó a disponer de un órgano de expresión, la revista Comunicación.